# HD202711
HD202711 — хімічно пекулярна зоря спектрального класу B9, що має видиму зоряну величину в смузі V приблизно 7,4.
Вона  розташована на відстані близько 297,9 світлових років від Сонця.